# 小鹿野町
小鹿野町（日语：／ Ogano machi */?）是日本埼玉縣秩父地方的町，人口約1万4千人。町內沒有鐵路通過。

## 历史
- 1889年4月1日 - 町村制施行，秩父郡小鹿野町・長若村・三田川村・倉尾村・兩神村成立。
- 1955年4月1日 - 小鹿野町與長若村合併，小鹿野町成立。
- 1956年3月31日 - 小鹿野町、三田川村、倉尾村合併，小鹿野町成立。
- 2005年10月1日 - 小鹿野町、兩神村合併，新小鹿野町成立。